# César Rodríguez Garavito
César Rodríguez-Garavito (n. Colombia, 1971) es un académico y profesional del derecho internacional de los derechos humanos, el derecho ambiental.  Es profesor titular y director del Centro de Derechos Humanos y Justicia Global de la Facultad de Derecho de la Universidad de Nueva York (NYU). Es el director fundador de la Clínica de Defensa de los Derechos de la Tierra.
Abogado y sociólogo de formación, Rodríguez-Garavito es autor de numerosos libros y artículos sobre el movimiento de derechos humanos, litigios climáticos, conflictos socioambientales, derechos indígenas y empresas y derechos humanos. Ha sido perito de la Corte Interamericana de Derechos Humanos, juez adjunto de la Corte Constitucional de Colombia, y litigante experto en casos sobre cambio climático, medio ambiente, derechos socioeconómicos y derechos indígenas. Igualmente, es miembro del Panel Científico para la Amazonía, un grupo experto de destacados científicos, líderes indígenas e investigadores que documenta regularmente la situación de la Amazonía y formula recomendaciones basadas en evidencia.

## Educación
Rodríguez-Garavito tiene un doctorado y una maestría en Sociología de la Universidad de Wisconsin-Madison, una maestría en Sociología Jurídica del Instituto de Derecho y Sociedad de la Universidad de Nueva York, una maestría en Filosofía de la Universidad Nacional de Colombia y un título de abogado de la Universidad de los Andes. 

## Carrera académica
Rodríguez-Garavito ha sido profesor visitante en la Facultad de Derecho de la Universidad de Stanford, en la Universidad de Brown, la Universidad de Melbourne, la Universidad de Pretoria (Sudáfrica) y la Fundación Getulio Vargas (Brasil). Ha sido profesor asociado de la Facultad de Derecho y director del Centro de Investigaciones Sociojurídicas y del Programa de Justicia Global y Derechos Humanos de la Universidad de los Andes (Colombia), y cofundador y director de Dejusticia.
Rodríguez-Garavito es coeditor de la serie de libros Globalization and Human Rights de Cambridge University Press. Ha sido parte de los consejos editoriales del Annual Review of Law and Social Science y del Business and Human Rights Journal, así como de las juntas de la University Network for Human Rights, del Center on Sustainable Investment de la Universidad de Columbia, del Business and Human Rights Resource Center y de WITNESS. 

## Publicaciones
- Litigating the Climate Emergency: How Human Rights, Courts, and Legal Mobilization Can Bolster Climate Action (Cambridge University Press)
- “Human Rights 2030: Existential Challenges and a New Paradigm for the Human Rights Field,” en N. Bhuta et al. (eds). The Struggle for Human Rights (Oxford University Press)
- “Climatizing Human Rights: Economic and Social Rights for the Anthropocene,” en M. Langford & K. Young (eds.) Oxford Handbook of Economic and Social Rights (Oxford University Press)
- “The Globalization of the Vernacular: Mobilizing, Resisting, and Transforming International Human Rights from Below,” en P. Alston, ed. Essays in Honor of Sally Merry (Oxford University Press)
- “A Human Right to a Healthy Environment? Moral, Legal, and Empirical Considerations,” en J. Knox and Ramin Pejan (eds.) The Human Right to a Healthy Environment (Cambridge University Press)
- “Reframing Indigenous Rights: The Right to Consultation and the Rights of Nature and Future Generations in the Sarayaku Legal Mobilization,” (con C. Baquero) in G. de Burca (ed.) Legal Mobilization for Human Rights (Oxford University Press)
- Radical Deprivation on Trial: The Impact of Judicial Activism on Socioeconomic Rights in the Global South (con Diana Rodríguez Franco) (Cambridge University Press, 2015)
- Law and Society in Latin America: A New Map (ed., Routledge, 2015)
- Balancing Wealth and Health: the Battle over Intellectual Property and Access to Medicines in Latin America (co-ed. con Rochelle Dreyfus) (Oxford University Press, 2014)
- "The Future of Human Rights: From Gatekeeping to Symbiosis", Sur Journal, Vol. 11 No. 20 (June, 2014)
- "Amphibious Sociology: Action-Research for a Multimedia World," Current Sociology, vol. 62 no. 2 156-167 (March 2014)
- "Ethnicity.gov: Global Governance, Indigenous Peoples and the Right to Prior Consultation in Social Minefields", Indiana Journal of Global Legal Studies, Vol. 18: Iss. 1, Article 12, 2011.
- “Beyond the Courtroom: The Impact of Judicial Activism on Socioeconomic Rights in Latin America,” 89 Texas Law Review, 1669 (2011)
- Globalization, Governance, and Labor Rights (Siglo-Anthropos, 2008)
- “Global Governance and Labor Rights: Codes of Conduct and Anti-Sweatshop Struggles in Global Apparel Factories in Mexico and Guatemala,” Politics & Society Vol. 33 no. 2 203-333 (June 2005)
- Law and Globalization from Below: Toward a Cosmopolitan Legality (con Boaventura Santos, ed.) (Cambridge University Press, 2005)
- "La Nueva Izquierda en América Latina" (con P. Barrett y D. Chávez, 2005),
- "Derecho y Sociedad en América Latina" (con M. García, ILSA, 2003).
- Making it Stick: Compliance with Social Rights Judgments (co-ed. con Malcolm Langford y Julieta Rossi) (Cambridge University Press, en prensa)

## Citas
1. ↑  https://its.law.nyu.edu/facultyprofiles/index.cfm?fuseaction=profile.overview&personid=34599
2. ↑  https://www.theamazonwewant.org/perfil/rodriguez-garavito-cesar/
3. ↑  https://www.cambridge.org/core/series/globalization-and-human-rights/10C77D2100734BFE3D001026E77EB6AA
4. ↑  https://www.annualreviews.org/db/directory?0000,lawsocsci
5. ↑  https://www.cambridge.org/core/journals/business-and-human-rights-journal/information/editorial-board